# Dictionnaire infernal
El Dictionnaire infernal (diccionari infernal) és l'obra principal de l'escriptor francès Jacques Collin de Plancy, (1793 o 1794 a Plancy-l'Abbaye - 1881). Aquest autor va escriure nombroses obres sobre ocultisme, l'insòlit i el fantàstic.

## Història
Plancy era un lliurepensador sota la influència de Voltaire, va residir a Plancy-l'Abbaye i Paris. Entre 1830 i 1837 residí a Brussel·les, després a Holanda i en tornà a Paris abjurà dels seus errors i retornà al catolicisme.
El títol complet del seu Dictionnaire infernal és: « Dictionnaire infernal ou Bibliothèque Universelle sur les êtres, les personnages, les livres, les faits et les choses, qui tiennent aux apparitions, à la magie, au commerce de l'enfer, aux divinations, aux sciences secrètes, aux grimoires, aux prodiges, aux erreurs et aux préjugés, aux traditions et aux contes populaires, aux superstitions diverses, et généralement à toutes les croyances merveilleuses, surprenantes, mystérieuses et surnaturelles ».
Es va publicar per primera vegada l'any 1818 i va tenir sis reedicions amb canvis entre 1818 i 1863. Aquest llibre reuneix tots els coneixements de la seva època sobre supersticions i la demonologia. L'autor es mostra escèptic respecte la realitat del que exposa.

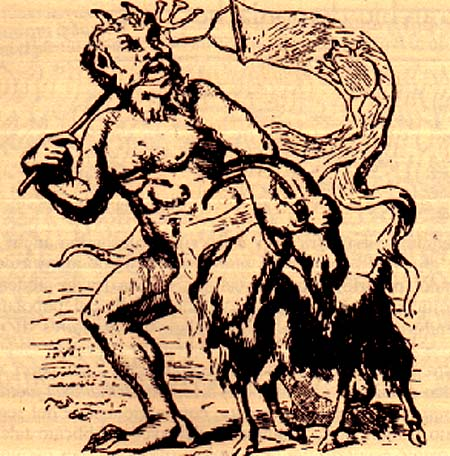
Azazel dins el Dictionnaire infernal de Collin de Plancy